# Antocha (Antocha) hirtipes
Antocha (Antocha) hirtipes is een tweevleugelige uit de familie steltmuggen (Limoniidae). De soort komt voor in het Palearctisch gebied.